# Bei uns z’Haus
Bei uns z’Haus ist ein Walzer von Johann Strauss Sohn (op. 361). Das Werk wurde am 6. August 1873 im Vergnügungspark Schwenders Neue Welt in Hietzing (Wien) erstmals aufgeführt.

## Einzelnachweis
1. ↑  Quelle: Englische Version des Booklets (Seite 15) in der 52 CDs umfassenden Gesamtausgabe der Orchesterwerke von Johann Strauß (Sohn), Hrsg. Naxos (Label). Das Werk ist als elfter Titel auf der 1. CD zu hören.